# روابط افغانستان و چین
روابط افغانستان و چین به روابط دوجانبه بین دو کشور اشاره دارد.

## تاریخچه
روابط دیپلماتیک بین افغانستان و چین در قرن هجدهم برقرار شد، زمانی که افغانستان توسط احمد شاه درانی و چین توسط کیان لونگ اداره می شد. اما روابط تجاری بین این کشورها حداقل به زمان دودمان هان و جاده ابریشم باز می گردد. در حال حاضر، هر دو کشور به ترتیب در پکن و کابل سفارت دارند و دو کشور ۹۲ کیلومتر (۵۷ مایل) مرز مشترک دارند.
در طول قرن بیستم، چین کمک‌های اقتصادی و وام‌های چند میلیون دلاری را برای توسعه افغانستان در اوایل دوره جنگ سرد اعطا کرد. این دوستی پس از انشعاب چین و شوروی و تهاجم شوروی به افغانستان (۱۹۷۹) با استقرار رژیم‌های طرفدار شوروی و ضد چین توسط اتحاد جماهیر شوروی در افغانستان، برای مدت کوتاهی قطع شد. با این حال، از زمان خروج نیروهای شوروی و تنش زدایی شوروی و متعاقب آن روابط روسیه و چین، روابط چین و افغانستان نیز در قرن بیست و یکم به طور قابل توجهی بهبود یافته است.
در طول جنگ اخیر ناتو در افغانستان، مشارکت سیاسی چین در ابتدا تا حدودی محدود بوده است، اما روابط تجاری با چین به عنوان بزرگترین شریک تجاری افغانستان همچنان ادامه داشته و چین میلیون ها دلار به افغانستان در طول جنگ کمک کرده است. نفوذ و نقش دیپلماتیک چین در افغانستان نیز طی سال‌ها افزایش یافته است و چین می‌تواند به میانجی‌گری صلح در این کشور جنگ‌زده کمک کند. پس از اینکه طالبان در سال ۲۰۲۱ کنترل کشور را مجدداً به دست گرفتند، چین مانند سایر کشورها از سال ۲۰۲۴، امارت اسلامی طالبان را به رسمیت نمی شناسد اما به سفارت خود اجازه می دهد تا در کشور فعالیت کند. علیرغم عدم به رسمیت شناختن، چین در مورد مسائل تجارت، سرمایه گذاری و کمک با دولت طالبان مذاکره می کند.

## قرن بیست و یکم

### روابط با طالبان
در سال ۲۰۲۱، پس از خروج نیروهای ایالات متحده از افغانستان، دولت چین تمایل خود را برای همکاری با یک دولت جدید به رهبری طالبان نشان داد. دولت چین نگران احتمال حمایت طالبان از شبه نظامیان در سین کیانگ است.
در ژوئن ۲۰۲۲، زمین لرزه ای به بزرگی ۵.۹ ریشتر بیش از ۱۱۵۰ کشته برجای گذاشت و ویرانی های گسترده ای را در جنوب شرقی افغانستان ایجاد کرد. چین با ارائه ۷.۵ میلیون دلار کمک بشردوستانه برای آسیب دیدگان در تلاش های بشردوستانه شرکت کرد. حداقل هفت هواپیمای چینی برای توزیع کمک وارد شدند. سفیر چین در افغانستان نیز ۱۸ تن تدارکات و ۲۰۰۰۰۰ دلار را در اختیار جمعیت هلال احمر افغانستان قرار داد. در یک کنفرانس مطبوعاتی، طالبان از مقامات چینی برای کمک تشکر کردند.

#### روابط تجاری
در دی ماه ۱۴۰۱ طالبان یک قرارداد ۲۵ ساله با چین برای استخراج میدان نفتی قشقری و سایر میدان‌های نفتی آمودریا در استان‌های جوزجان و فاریاب امضا کرد. طبق این قرارداد چین سالانه ۱۵۰ میلیون دلار طی ۳ سال آینده و بعد از آن سالانه ۵۴۰ میلیون دلار برای ۲۲ سال آینده در افغانستان سرمایه‌گذاری خواهد کرد.   در حال حاضر ۹ پالایشگاه خصوصی در شمال افغانستان وجود دارد که در هر پالایشگاه بین ۱۰ میلیون تا ۳۰ میلیون دلار چینی ها سرمایه گذاری کرده اند. در حال حاضر روزانه ۱۳۰۰ تن نفت از منطقه استخراج می‌شود. هر پالایشگاه روزانه بین ۳۰۰ تا ۵۰۰ تن نفت را تصفیه می کند.

#### طرح کمربند و جاده
موفقیت طرح کمربند و جاده چین (BRI) به ثبات و موفقیت همسایه چین، افغانستان بستگی دارد. افغانستان به خوبی در BRI قرار می گیرد و کوتاه ترین مسیر را بین چین و خاورمیانه، خلیج فارس و دریای عرب را فراهم می کند. این طرح همچنین به توسعه و ترمیم زیرساخت های افغانستان کمک فراوانی می کند.
بی ثباتی منطقه ای می تواند نه تنها BRI بلکه کریدور اقتصادی چین و پاکستان (CPEC) را نیز تهدید کند.
یکی از ابتکارات مهم "راه آهن پنج کشور" است که چین، ایران، قرقیزستان، افغانستان و تاجیکستان را به هم متصل می کند، با مسیرهایی که افغانستان را به پاکستان نیز متصل می کند.
CPEC کارآمدترین راه برای ادغام افغانستان در BRI خواهد بود که مستقیم ترین دسترسی را برای افغانستان به دریا از طریق پاکستان فراهم می کند. با وجود دشمنی پاکستان و هند، با همکاری دوجانبه چین، هند موافقت کرده است که در این زمینه با پاکستان همکاری کند. چین و هند برای آموزش دیپلمات‌های افغانستان در دهلی نو همکاری کرده‌اند، زیرا امنیت نقطه مشترک دو کشور است. هر دو القاعده، داعش خراسان، ETIM، لشکر طیبه، شبکه حقانی، و جنبش اسلامی ازبکستان (IMU) را تهدیدی برای صلح و رفاه منطقه می دانند.
چین همچنین با ایالات متحده برای افزایش ثبات همکاری کرده است.
به گفته ژائو هونگ، افغانستان همچنین به چین کمک می کند تا استراتژی «غرب مارس» خود را برای «توسعه نفوذ اقتصادی و استراتژیک در آسیای مرکزی، خاورمیانه و فراتر از آن» اجرا کند.